# Pachycondyla annamita
Pachycondyla annamita är en myrart som först beskrevs av Andre 1892.  Pachycondyla annamita ingår i släktet Pachycondyla och familjen myror.

## Underarter
Arten delas in i följande underarter:
- P. a. annamita
- P. a. arcuata